# Makád
Makád ist eine ungarische Gemeinde im Komitat Pest, etwa 60 km südlich der Hauptstadt Budapest und 10 km entfernt von Ráckeve. Er liegt auf der Csepel-Insel, die von zwei Armen (Kleine- und Große Donau) der Donau umschlossen wird. Die Umgebung ist geprägt durch Seen, Wälder und Wiesen. Ein 550 Hektar großes Naturschutzgebiet besteht hauptsächlich aus Schilf und Wäldern. Die Gegend um Makád bietet Erholungsmöglichkeiten für Naturliebhaber und ist ideal für Angler.

## Persönlichkeiten
- József Thury (1861–1906), Turkologe

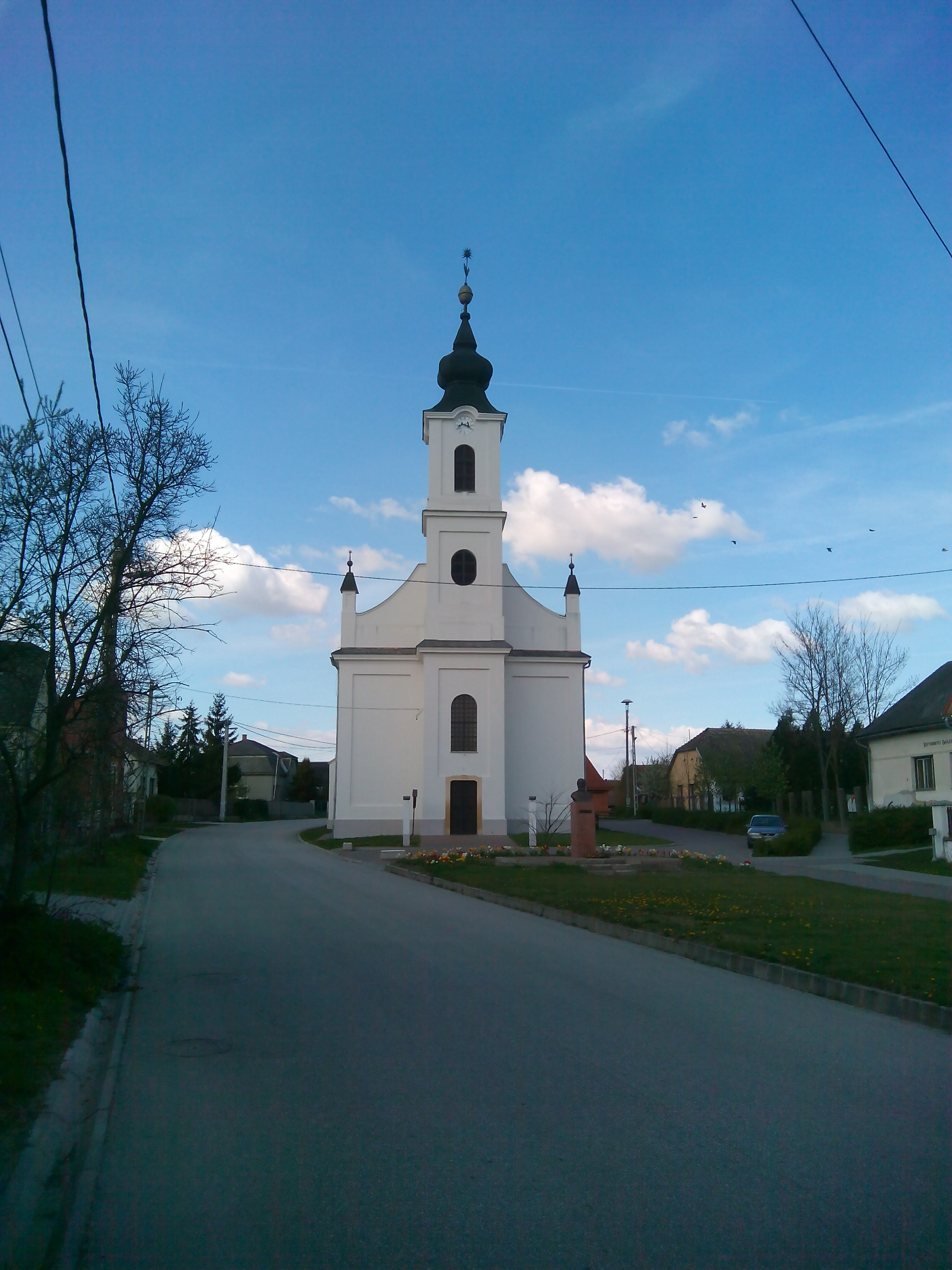
Reformierte Kirche in Makád

## Sehenswürdigkeiten
- Reformierte Kirche, erbaut 1803–1806 (Spätbarock)
- József Thury Museum (eröffnet 2015)
- Staudamm Tass
- Agrokulturlehrpfad an der Kleinen-Donau[1]

## Bürgermeister
- 1990–1994: Antalné Vásárhelyi Nagy (parteilos)[2]
- 1994–1998: Antalné Vásárhelyi Nagy (parteilos)[3]
- 1998–2002: Antalné Vásárhelyi Nagy (parteilos)[4]
- 2002–2006: István Bódis (parteilos)[5]
- 2006–2010: Gábor Baski (parteilos)[6]
- 2010–2014: Gábor Baski (parteilos)[7]
- 2014–2019: Gábor Baski (parteilos)[8]
- 2019-től: Gábor Baski (parteilos)[9]

## Städtepartnerschaften
- Umbria, Italien
- Sighișoara, Rumänien